# Освенцимский повет
Освенцимский повет (пол. Powiat oświęcimski) — повет (район) в Польше, входит как административная единица в Малопольское воеводство. Центр повета — город Освенцим. Занимает площадь 406,03 км². Население — 153 352 человека (на 2005 год).
Состав повета:
- города: Освенцим, Бжеще, Хелмек, Кенты, Затор
- городские гмины: Освенцим
- городско-сельские гмины: Гмина Бжеще, Гмина Хелмек, Гмина Кенты, Гмина Затор
- сельские гмины: Гмина Осек, Гмина Освенцим, Гмина Полянка-Велька, Гмина Пшецишув

## Демография
Население повета дано на 2005 год.
| Перепись            | Всего   | Всего | Женщины | Женщины | Мужчины | Мужчины |
| ------------------- | ------- | ----- | ------- | ------- | ------- | ------- |
|                     | чел.    | %     | чел.    | %       | чел.    | %       |
| Всего               | 153 352 | 100   | 78 584  | 51,2    | 74 768  | 48,8    |
| Городское население | 85 134  | 100   | 44 350  | 52,1    | 40 784  | 47,9    |
| Сельское население  | 68 218  | 100   | 34 234  | 50,2    | 33 984  | 49,8    |